# Internationalism
Internationalism är en politisk princip som förespråkar större politiskt eller ekonomiskt samarbete mellan stater och nationer. Det förknippas med andra politiska rörelser och ideologier, men kan också i sig återspegla en doktrin, ett trossystem eller en rörelse.
Anhängare av internationalism är kända som internationalister och tror generellt att människor bör enas över nationella, politiska, kulturella, rasliga eller klassgränser för att främja sina gemensamma intressen, eller att regeringar bör samarbeta eftersom deras ömsesidiga långsiktiga intressen är av större betydelse än deras kortsiktiga tvister.
Internationalism har flera tolkningar och betydelser, men kännetecknas vanligtvis av motstånd mot ultranationalism och isolationism; stöd för internationella institutioner som FN; och en kosmopolitisk syn som främjar och respekterar andra kulturer och seder.
Termen liknar, men skiljer sig från, globalism och kosmopolitism.

## Ursprung

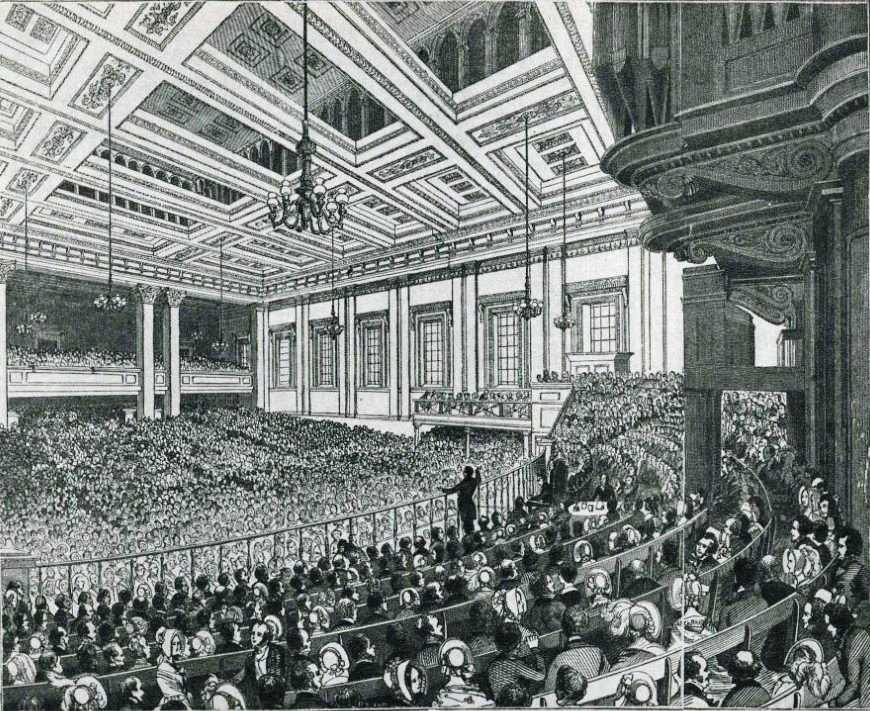
Möte med Anti-Corn Law League, 1846

I 1800-talets Storbritannien fanns det en liberal internationalistisk inriktning av politiskt tänkande, personifierad av Richard Cobden och John Bright. Cobden och Bright var emot de protektionistiska spannmålslagarna och i ett tal i Covent Garden den 28 september 1843 redogjorde Cobden för sin utopiska form av internationalism:
Frihandel! vad är det? Varför, att bryta ner de barriärer som skiljer nationer åt; de barriärer bakom vilka känslorna av stolthet, hämndlystnad, hat och svartsjuka döljer sig, vilka då och då spränger sina gränser och översvämmar hela länder med blod.
Cobden trodde att frihandel skulle lugna världen genom ömsesidigt beroende, en idé som också uttrycktes av Adam Smith i hans *The Wealth of Nations* och som var gemensam för många liberaler på den tiden. En tro på idén om den moraliska lagen och en inneboende godhet i den mänskliga naturen inspirerade också deras tro på internationalism.
Dessa liberala uppfattningar om internationalism kritiserades hårt av socialister och radikaler vid den tiden, som påpekade kopplingarna mellan global ekonomisk konkurrens och imperialism, och skulle identifiera denna konkurrens som en grundorsak till världskonflikter. En av de första internationella organisationerna i världen var International Workingmen's Association, bildad i London 1864 av socialistiska och kommunistiska politiska aktivister från arbetarklassen (inklusive Karl Marx). Organisationen, kallad Första internationalen, var hängiven arbetarklassens politiska intressen över nationella gränser och stod i direkt ideologisk opposition till liberal internationalism som förespråkade frihandel och kapitalism som medel för att uppnå världsfred och ömsesidigt beroende.

FN :s flagga, världens främsta internationella organisation och förespråkare för internationalism

Andra internationella organisationer inkluderade Interparlamentariska unionen, som grundades 1889 av Frédéric Passy från Frankrike och William Randal Cremer från Storbritannien, och Nationernas förbund, som bildades efter första världskriget. Den förra var tänkt som ett permanent forum för politiska multilaterala förhandlingar, medan den senare var ett försök att lösa världens säkerhetsproblem genom internationell skiljedom och dialog.

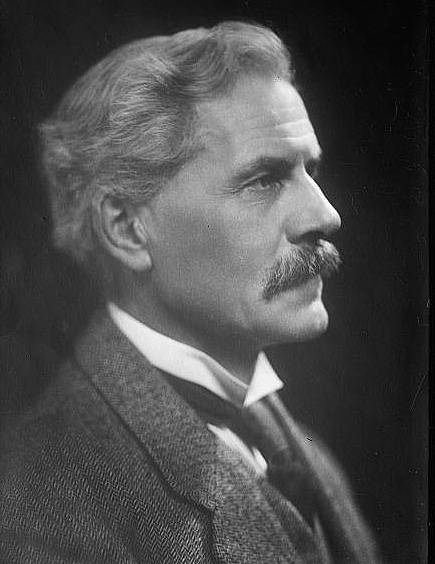
Ramsay MacDonald, en politisk talesperson för internationalism

J.A. Hobson, en gladstoniansk liberal som blev socialist efter första världskriget, förutsåg i sin bok Imperialism (1902) framväxten av internationella domstolar och kongresser som förhoppningsvis skulle lösa internationella tvister mellan nationer på ett fredligt sätt. Sir Norman Angell hävdade i sitt verk The Great Illusion (1910) att världen förenades av handel, finans, industri och kommunikationer och att nationalism därför var en anakronism och att krig inte skulle gynna någon inblandad utan bara resultera i förstörelse.
Lord Lothian var internationalist och imperialist som i december 1914 såg fram emot "den frivilliga federationen av de fria civiliserade nationerna som så småningom kommer att utrota spöket av konkurrensutsatta rustningar och ge mänskligheten varaktig fred."
I september 1915 ansåg han att det brittiska imperiet var "det perfekta exemplet på det slutliga världssamväldet".
Internationalismen uttryckte sig i Storbritannien genom stödet av Nationernas Förbund av personer som Gilbert Murray. Liberalerna och Labourpartiet hade framstående internationalistiska medlemmar, som Labours premiärminister Ramsay MacDonald som trodde att "vår sanna nationalitet är mänskligheten"

## Modernt uttryck
Internationalism uttrycks oftast som en uppskattning för de olika kulturerna i världen och en önskan om världsfred. Personer som uttrycker denna åsikt tror inte bara på att vara medborgare i sina respektive länder, utan på att vara världsmedborgare. Internationalister känner sig skyldiga att bistå världen genom ledarskap och välgörenhet.
Internationalister förespråkar också närvaron av internationella organisationer, såsom FN, och stöder ofta en starkare form av världsregering.
Bidragsgivare till den nuvarande versionen av internationalism inkluderar Albert Einstein, som var socialist och trodde på en världsregering, och klassificerade nationalismens dårskap som "en barnsjukdom". Omvänt såg andra internationalister som Christian Lange och Rebecca West liten konflikt mellan att inneha nationalistiska och internationalistiska positioner.

### Internationella organisationer och internationalism
För att både mellanstatliga organisationer och internationella icke-statliga organisationer skulle kunna uppstå, var nationer och folk tvungna att vara starkt medvetna om att de delade vissa intressen och mål över nationella gränser och att de bäst kunde lösa sina många problem genom att samla sina resurser och genomföra transnationellt samarbete, snarare än genom enskilda länders unilaterala ansträngningar. En sådan syn, ett sådant globalt medvetande, kan kallas internationalism, idén att nationer och folk bör samarbeta istället för att sysselsätta sig med sina respektive nationella intressen eller sträva efter okoordinerade metoder för att främja dem.

### Balans mellan suveräna stater och överstatliga makter
I ordets strikta bemärkelse är internationalism fortfarande baserad på existensen av en suverän stat. Dess mål är att uppmuntra multilateralism (världsledarskap som inte innehas av ett enskilt land) och skapa ett visst formellt och informellt ömsesidigt beroende mellan länder, med vissa begränsade överstatliga befogenheter som ges till internationella organisationer som kontrolleras av dessa nationer via mellanstatliga fördrag och institutioner.
Idealet för många internationalister, bland dem världsmedborgare, är att gå ett steg längre mot demokratisk globalisering genom att skapa en världsregering. Denna idé motarbetas dock och/eller motverkas av andra internationalister, som tror att vilken världsregering som helst i sig skulle vara för mäktig för att lita på, eller för att de ogillar den väg som överstatliga enheter som FN eller en union av stater som Europeiska unionen tar och fruktar att en världsregering lutande mot fascism skulle uppstå ur den förra. Dessa internationalister är mer benägna att stödja en lös världsfederation där mest makt ligger hos nationella regeringar eller subnationella regeringar.

## Socialistisk politisk teori
Internationalism är en viktig del av socialistisk politisk teori, baserad på principen att arbetarklassen i alla länder måste enas över nationella gränser och aktivt motsätta sig nationalism och krig för att störta kapitalismen. I denna mening är den socialistiska förståelsen av internationalism nära besläktad med begreppet internationell solidaritet.
Socialistiska tänkare som Karl Marx, Friedrich Engels och Vladimir Lenin menar att ekonomisk klass, snarare än (eller sammankopplad med) nationalitet, ras eller kultur, är den främsta kraften som splittrar människor i samhället, och att nationalistisk ideologi är ett propagandaverktyg för ett samhälles dominerande ekonomiska klass. Ur detta perspektiv ligger det i den härskande klassens intresse att främja nationalism för att dölja de inneboende klasskonflikter som pågår inom ett givet samhälle (såsom kapitalisters utnyttjande av arbetare för vinst). Därför ser socialister nationalism som en form av ideologisk kontroll som härrör från ett samhälles givna ekonomiska produktionssätt.
Sedan 1800-talet har socialistiska politiska organisationer och radikala fackföreningar som Industrial Workers of the World främjat internationalistiska ideologier och försökt organisera arbetare över nationella gränser för att uppnå förbättringar av arbetsvillkoren och främja olika former av industriell demokrati. Första, Andra, Tredje och Fjärde Internationalen var socialistiska politiska grupperingar som försökte främja arbetarrevolutionen över hela världen och uppnå internationell socialism (se världsrevolutionen).
Socialistisk internationalism är antiimperialistisk och stöder därför folkens befrielse från alla former av kolonialism och utländsk dominans, och nationers rätt till självbestämmande. Därför har socialister ofta politiskt allierat sig med antikoloniala självständighetsrörelser och aktivt motsatt sig att ett land utnyttjas av ett annat.

Eftersom krig i socialistisk teori förstås som en allmän produkt av de ekonomiska konkurrenslagar som är inneboende i kapitalismen (dvs. konkurrens mellan kapitalister och deras respektive nationella regeringar om naturresurser och ekonomisk dominans), är liberala ideologier som främjar internationell kapitalism och "frihandel", även om de ibland talar i positiva termer om internationellt samarbete, ur socialistisk synvinkel rotade i just de ekonomiska krafter som driver världskonflikter. Enligt socialistisk teori kan världsfred endast komma när den ekonomiska konkurrensen har upphört och klassklyftorna inom samhället har upphört att existera. Denna idé uttrycktes 1848 av Karl Marx och Friedrich Engels i Det kommunistiska manifestet:
I proportion till att utnyttjandet av en individ av en annan också kommer att upphöra, kommer även utnyttjandet av en nation av en annan att upphöra. I samma proportion som motsättningarna mellan klasserna inom nationen försvinner, kommer en nations fientlighet mot en annan att upphöra.
Idén upprepades senare av Lenin och framfördes som bolsjevikpartiets officiella politik under första världskriget:
Socialister har alltid fördömt krig mellan nationer som barbariska och brutala. Men vår inställning till krig är fundamentalt annorlunda än de borgerliga pacifisternas (fredens anhängare och förespråkare) och anarkisternas. Vi skiljer oss från de förra genom att vi förstår det oundvikliga sambandet mellan krig och klasskampen inom landet; vi förstår att krig inte kan avskaffas om inte klasserna avskaffas och socialismen skapas.

### Internationella arbetarföreningen

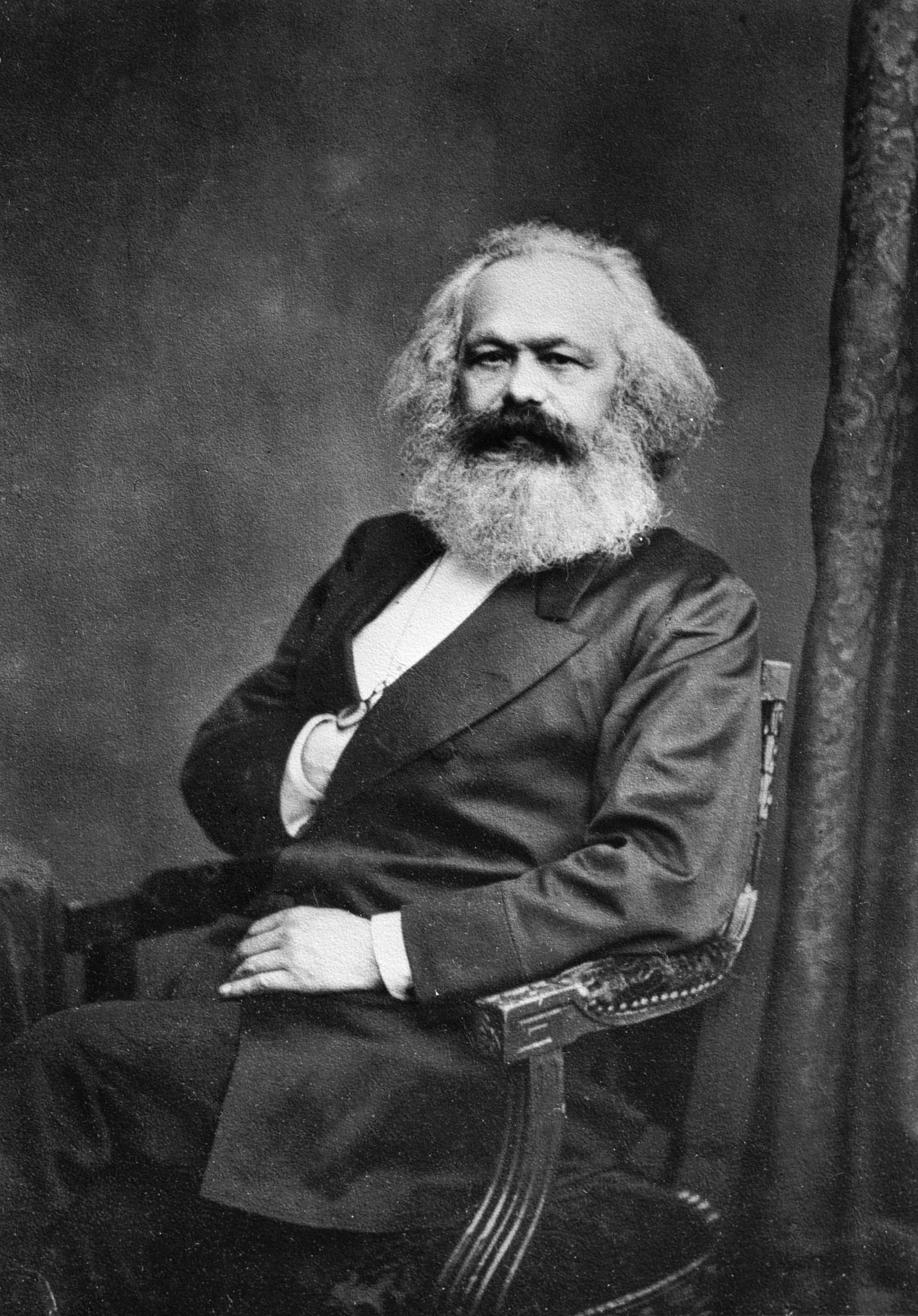
Karl Marx var en framstående medlem av Första internationalen, som utarbetade många av deras pamfletter och uttalanden.

Internationella arbetarföreningen, eller Första internationalen, var en organisation som grundades 1864, bestående av olika arbetarklassradikaler och fackföreningsmedlemmar som förespråkade en ideologi av internationalistisk socialism och antiimperialism. Figurer som Karl Marx och den anarkistiske revolutionären Michail Bakunin skulle spela framträdande roller i Första internationalen. Första internationalens installationstal, skrivet av Marx i oktober 1864 och distribuerat som en pamflett, innehöll uppmaningar till internationellt samarbete mellan arbetande människor och fördömanden av den imperialistiska nationella aggressionspolitik som förts av Europas regeringar:
Om arbetarklassens frigörelse kräver deras broderliga samtycke, hur ska de då kunna fullgöra detta stora uppdrag med en utrikespolitik som strävar efter kriminella planer, spelar på nationella fördomar och slösar bort folkets blod och skatter i piratkrig?
I mitten av 1870-talet skulle splittringar inom internationalen över taktiska och ideologiska frågor leda till organisationens nedläggning och bana väg för bildandet av Andra internationalen 1889. En fraktion, med Marx som galjonsfigur, hävdade att arbetare och radikaler måste arbeta inom parlamenten för att vinna politisk överhöghet och skapa en arbetarregering. Den andra stora fraktionen var anarkisterna, ledda av Bakunin, som såg alla statliga institutioner som i sig förtryckande, och motsatte sig därför all parlamentarisk aktivitet och ansåg att arbetarnas åtgärder borde syfta till statens totala förstörelse.

### Socialistiska internationalen
Socialistiska internationalen, känd som Andra internationalen, grundades 1889 efter att Internationella arbetarassociationen upplösts. Till skillnad från Första internationalen var det en federation av socialistiska politiska partier från olika länder, inklusive både reformistiska och revolutionära grupperingar. Andra internationalens partier var de första socialistiska partierna som vann massstöd bland arbetarklassen och fick representanter valda till parlamenten. Dessa partier, såsom det tyska socialdemokratiska arbetarpartiet, var de första socialistiska partierna i historien som framstod som seriösa politiska aktörer på den parlamentariska scenen, och fick ofta miljontals medlemmar.

Internationella socialistkongressen, som till synes var engagerad i fred och antiimperialism, höll sitt sista möte i Basel, Schweiz, 1912, i väntan på utbrottet av första världskriget. Manifestet som antogs vid kongressen beskrev Andra internationalens motstånd mot kriget och dess engagemang för en snabb och fredlig lösning:
Om ett krig hotar att bryta ut, är det arbetarklassens och deras parlamentariska representanters i de berörda ländernas plikt att, understödda av Internationella socialistbyråns samordnande verksamhet, göra allt för att förhindra krigsutbrott med de medel de anser vara mest effektiva, vilka naturligtvis varierar beroende på hur hård klasskampen och hur den allmänna politiska situationen skärps. Om krig ändå skulle bryta ut är det deras plikt att ingripa för dess snabba slut och med all sin kraft utnyttja den ekonomiska och politiska kris som kriget skapat för att väcka folket och därigenom påskynda det kapitalistiska klassstyrets fall.
Trots detta, när kriget började 1914, vände sig majoriteten av Internationalens socialistiska partier mot varandra och ställde sig på sina respektive regeringars sida i krigsansträngningen, vilket förrådde sina internationalistiska värderingar och ledde till Andra Internationalens upplösning. Detta svek ledde till att de få antikrigsdelegaterna som fanns kvar inom Andra internationalen organiserade den internationella socialistkonferensen i Zimmerwald, Schweiz, 1915. Känd som Zimmerwaldkonferensen, var dess syfte att formulera en plattform för opposition mot kriget. Konferensen kunde inte nå enighet om alla punkter, men kunde slutligen publicera Zimmerwaldmanifestet, som utarbetats av Leo Trotskij. De mest vänsterinriktade och strängt internationalistiska delegaterna vid konferensen var organiserade kring Lenin och de ryska socialdemokraterna, och kända som Zimmerwaldvänstern. De fördömde bittert kriget och vad de beskrev som Andra Internationalens hycklande "socialchauvinister", som så snabbt övergav sina internationalistiska principer och vägrade att motsätta sig kriget. Zimmerwaldvänsterns resolutioner uppmanade alla socialister som var engagerade i socialismens internationalistiska principer att kämpa mot kriget och engagera sig i internationell arbetarrevolution.
Det upplevda sveket mot socialdemokraterna och Zimmerwaldvänsterns organisering skulle slutligen bana väg för framväxten av världens första moderna kommunistpartier och bildandet av Tredje internationalen 1919.

### Kommunistiska internationalen

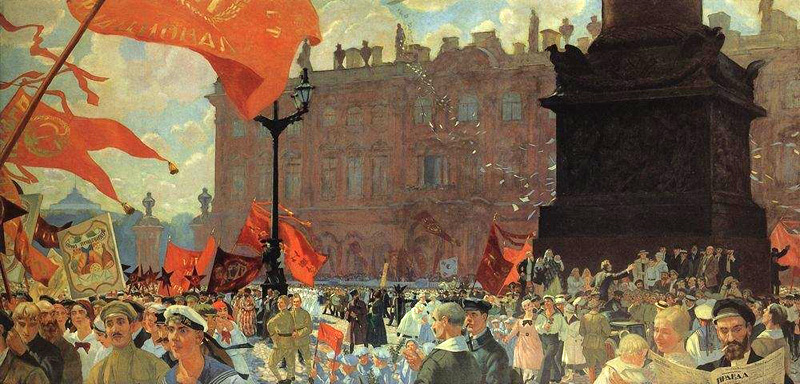
Boris Kustodijev. Festival för Kominterns andra kongress på Uritsky-torget (tidigare palatstorget) i Petrograd

Kommunistiska internationalen, även känd som Komintern eller Tredje internationalen, bildades 1919 i kölvattnet av den ryska revolutionen, slutet av första världskriget och upplösningen av Andra internationalen. Det var en sammanslutning av kommunistiska politiska partier från hela världen som ägnade sig åt proletär internationalism och det revolutionära störtandet av världsbourgeoisin. Kommunistiska internationalens manifest, skrivet av Leo Trotskij, beskriver Kominterns politiska inriktning som "mot imperialistisk barbari, mot monarki, mot de privilegierade stånden, mot den borgerliga staten och den borgerliga egendomen, mot alla slags och former av klass- eller nationellt förtryck".

### Fjärde internationalen
Den fjärde och sista socialistiska internationalen grundades av Leo Trotskij och hans anhängare 1938 i opposition mot Tredje internationalen och den riktning som Sovjetunionen tog under Josef Stalins ledning. Fjärde internationalen förklarade sig vara den sanna ideologiska efterträdaren till den ursprungliga Komintern under Lenin, och bar vidare den proletära internationalismens fana som hade övergivits av Stalins Komintern. En mängd fortfarande aktiva vänsterpolitiska organisationer påstår sig vara de samtida efterträdarna till Trotskijs ursprungliga Fjärde internationalen.

### Internationalism i praktiken
They fear, in a word, that Soviet America will become the counterpart of what they have been told Soviet Russia looks like. Actually American soviets will be as different from the Russian soviets as the United States of President Roosevelt differs from the Russian Empire of Czar Nicholas II. Yet communism can come in America only through revolution, just as independence and democracy came in America.
Kommunistiska internationalens fjärde världskongress fastställde den rättsliga ramen för internationalistiskt samarbete och grundandet av jordbruks- och industrikommuner inom Sovjetunionen. Fram till andra världskriget flyttade mellan sjuttio och åttio tusen internationalistiskt sinnade arbetare till Sovjetunionen från utlandet. Uppmaningen till internationalistisk solidaritet lockade bosättare från länder som Österrike, Tjeckoslovakien, Danmark, Estland, Tyskland, Italien, Sverige, Uruguay och USA. En av de första kommunerna bildades av 123 arbetare vid Ford Motor Companys fabrik i Highland Park. Under ledning av den Detroit-baserade ingenjören Arthur Adams (1885–1969) anlände kooperativet 1921 för att etablera Sovjetunionens första bilfabrik ( Likhachev-fabriken ) i närheten av Moskva. Medan de flesta kommuner var kortlivade och upplöstes 1927, spelade andra, såsom Interhelpo, en internationalistisk kommun som grundades 1923 av ido -talande i Tjeckoslovakien, en viktig roll i industrialiseringen och urbaniseringen av Sovjetunionen i Centralasien. År 1932 bestod kooperativet i Frunze av medlemmar från 14 olika etniciteter som hade utvecklat ett organiskt arbetsspråk som kallades "spontánne esperanto". Som en produkt av den nya ekonomiska politiken stängdes eller kollektiviserades de flesta internationalistiska kommuner som verkade i Sovjetunionen efter Stalins stora brytning.